# Хинчагов, Девико Гочаевич
Девико́ Гоча́евич Хинча́гов (груз. Девико Кенкадзе, азерб. Девико Хинджазов; 4 сентября 1987, Цхинвал) — российский, футболист, защитник.

## Карьера
Является воспитанником осетинского футбола. Окончил футбольную школу «Краснодар-2000».
В 2003 году был заявлен за ФК «Краснодар-2000» на позиции вратаря.
В 2006 году выступал за ФК «Текстильщик» (Камышин).
В сезоне 2007/2008 выступал за команду азербайджанской Премьер-лиги «Масаллы».
С 2009 года провёл три сезона за ФК МИТОС.
В феврале 2012 года находился на учебно-тренировочном сборе вместе с ФК «Ротор» в Сочи, но контракт с командой подписать не удалось. Лишь только после окончания сезона подписал годичный контракт с волгоградской командой.
В сезоне 2013/14 выступал за ФК «Сахалин».
С 2015 года выступал за СКА (Ростов-на-Дону).